# Беренде (Софийска област)
 Тази статия е за селото в Забърде.  За Пернишкото село вижте Беренде (област Перник).  
Берендѐ е село в Западна България. То се намира в община Драгоман, Софийска област.

## История
Селото е едно от двете населени места в България, носещи това име. Другото е в близост до Перник. Имената им са дадени от сродното на печенегите племе берендеи, преселили се в България след загуба на сражение с Киевска Рус през XI век.
В съкратен регистър на Пиротския кадилък от 1530 година Бюзорг Беренда е отбелязано като село с 15 домакинства, 3 неженени жители и 3 вдовици.
През 1985 година селото има 79 жители.

## Културни и природни забележителности
Средновековната църква „Свети Петър“ е паметник на културата. Съдържа уникален стенописен ансамбъл от XIII или XIV век – национална забележителност. Не може да се каже с точност кога е построена църквата, макар че някои изследователи смятат, че е от началото на XIII век, позовавайки се на надписа под изображението на цар Йоан Асен II, който гласи:„Iwanь Асень въ ха ба_благоверень црь_и самодържець (вьсемъ) блъга (ромь и гръкомь)“. Църквата е вкопана на около 1 m под земята с размер 4,50 х 5,50 m и височина около 5 m. Вътрешните стени и таванът са изписани със стенописи, част от които са напълно унищожени или повредени. Дървеният иконостас се смята за един от най-старите в България.